# Zoo safari

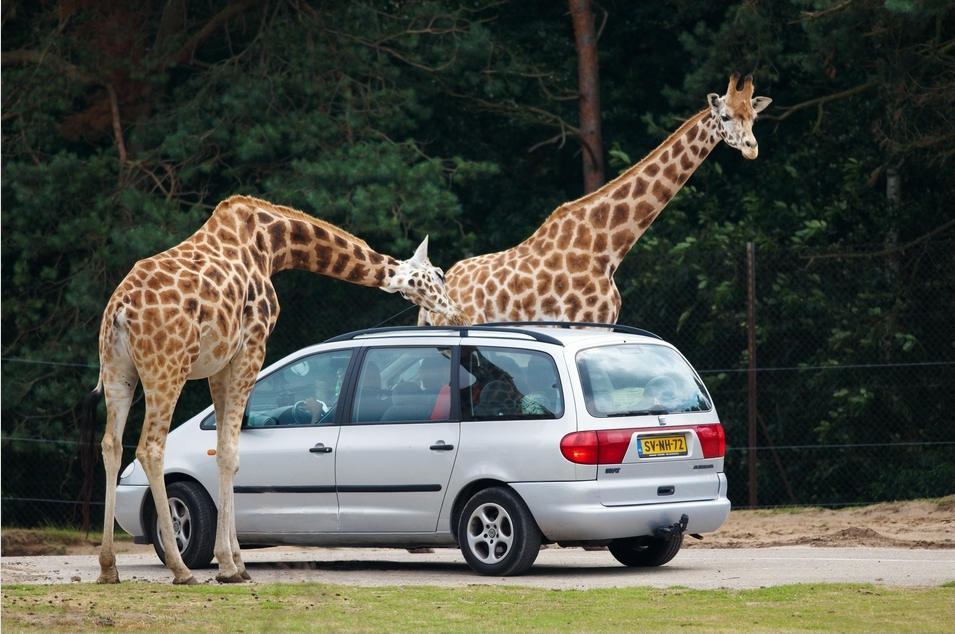
Giraffe al parco safari di Beekse Bergen, Paesi Bassi

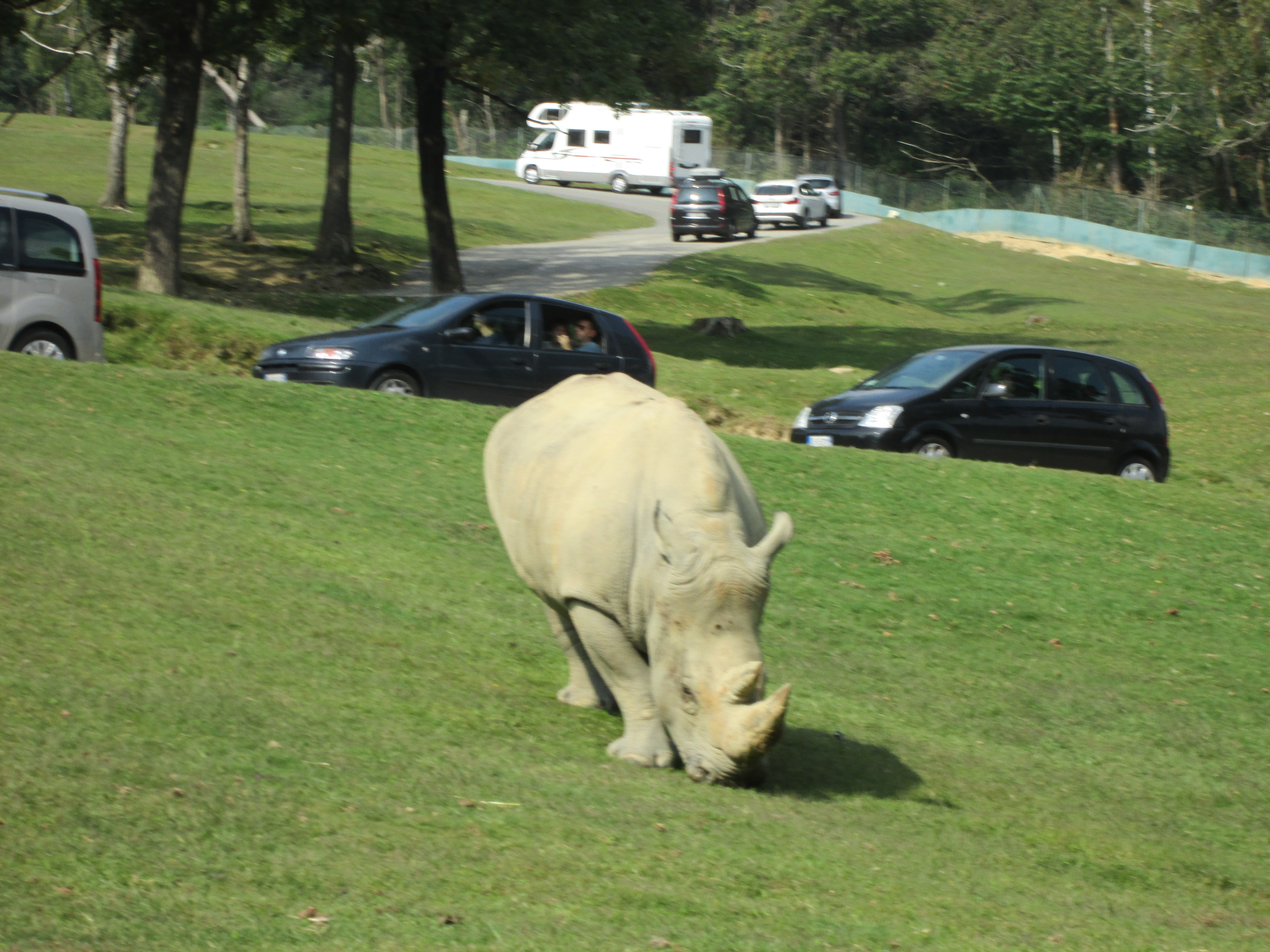
Rinoceronte bianco al Pombia Safari Park, Italia

Lo zoo safari, chiamato anche parco safari, autosafari e altri nomi simili, è un'attrazione turistica a metà via tra un parco tematico e un giardino zoologico, in cui i visitatori percorrono un circuito a bordo di un veicolo (proprio o della struttura) per osservare animali selvatici in maniera simile ad un safari fotografico.
Tali strutture sono in genere di dimensioni più ampie rispetto ai normali zoo, poiché la maggiore attrazione è costituita dall'osservazione di animali di grossa taglia (soprattutto grandi mammiferi dell'Africa sub-sahariana come giraffe, leoni, rinoceronti, elefanti, ippopotami, zebre, struzzi e antilopi), spesso in un ambiente tematico progettato per richiamare l'habitat tipico dei luoghi d'origine degli animali. Spesso, accanto al percorso dello zoo safari sono presenti anche altri servizi turistici come parchi tematici, acquari, delfinari, esposizione di altri animali, oltre a servizi di ristorazione e negozi di souvenir.

## Storia

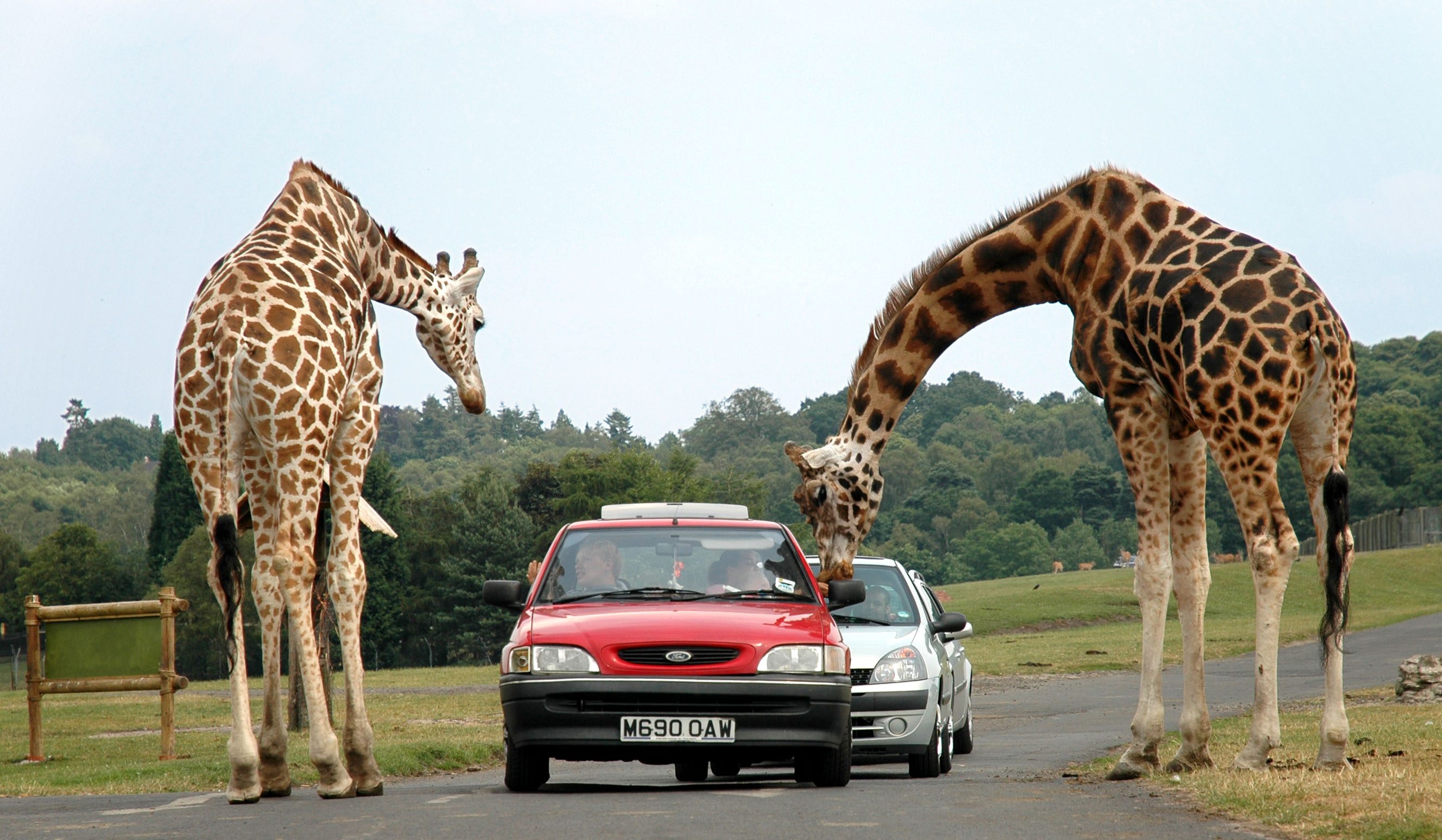
Giraffe al West Midland Safari Park, Regno Unito

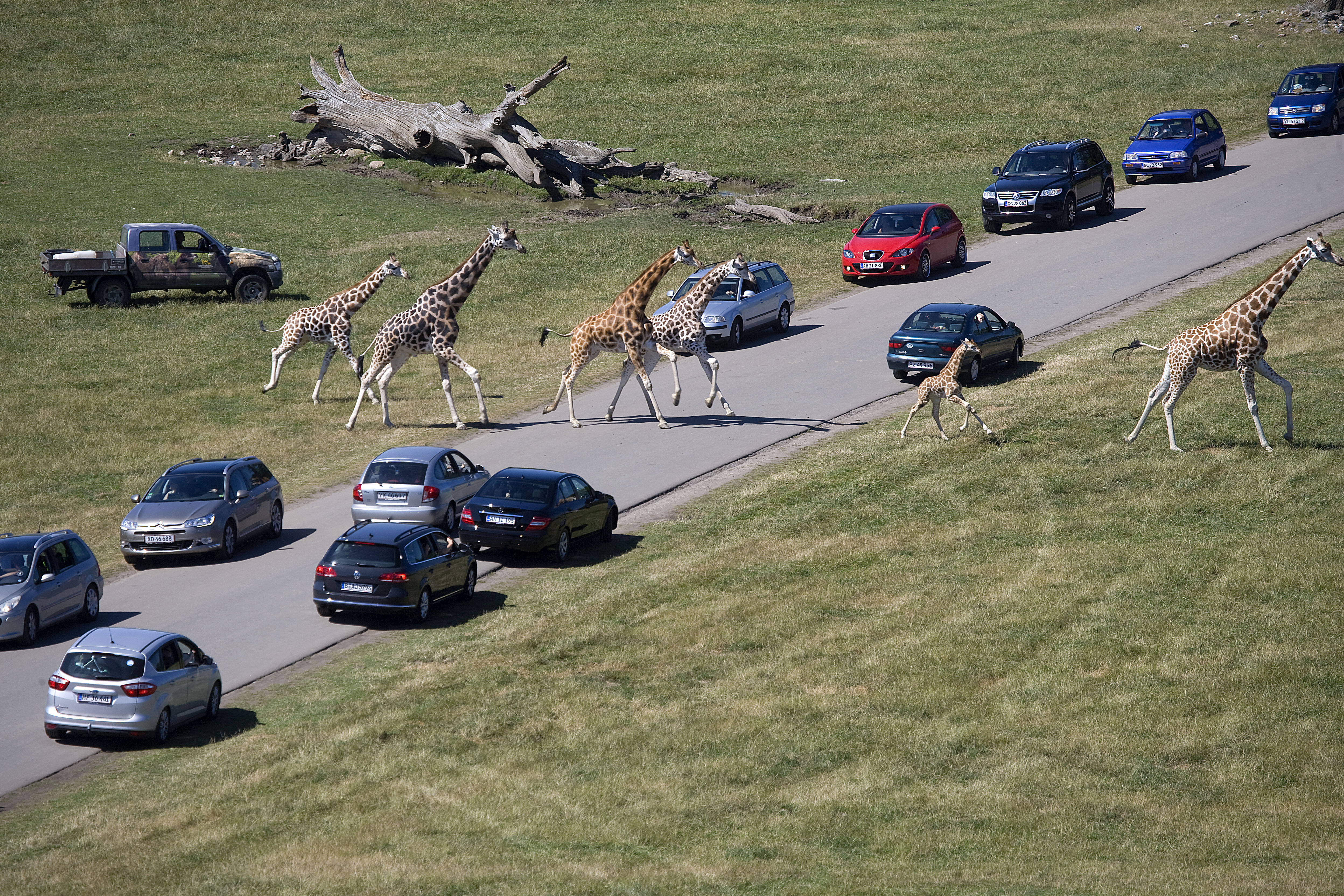
Giraffe al Parco safari di Knuthenborg (Danimarca)

Il predecessore dei moderni zoo safari fu il parco Africa USA, aperto dal 1953 al 1961 in Florida, all'interno del quale venne ricreata una giungla africana di 300 acri con 55.000 piante e molti animali selvatici appositamente catturati nell'Africa Orientale Britannica. L'ingresso al parco era gratuita ma i visitatori potevano esplorare l'area con un trenino turistico il cui biglietto costava 95 centesimi di dollaro. Nel 1963 venne aperto il parco zoologico di Tama nei pressi di Tokyo, in cui i turisti potevano visitare un'area di un ettaro con 12 leoni su un autobus dotato di doppi vetri.
Il primo zoo safari visitabile con mezzi propri venne inaugurato nel 1966 fu il parco di Longleat nello Wiltshire (Inghilterra), a cui si aggiunsero quelli di Windsor e Woburnsu iniziativa del circense Jimmy Chipperfield (1912-1990), già co-direttore del Chipperfield's Circus. Il marchese di Bath Alexander Thynn fece recintare 40 ettari della grande tenuta di Wiltshire per poter ospitare 50 leoni.
Anche il conte di Derby aprì uno zoo safari a Knowsley (accanto Liverpool) così come il duca di Bedford nel Bedfordshire, entrambi con la collaborazione di Chiperfield. Visto il successo, anche la famiglia circense degli Smart Brothers decise di aprire uno zoo safari a Windsor per attirare i turisti da Londra (tale parco è stato chiuso nel 1992 e trasformato in un parco di divertimenti Legoland). La maggior parte dei parchi safari venne aperto tra il 1966 e 1975. In Italia i primi zoo safari vennero realizzati negli anni 1970, sostenuti dall'amico degli animali Angelo Lombardi..

## Lista di parchi zoo safari nel mondo

### Africa
- - Egitto: Alessandria d'Egitto (Africa Safari Park, 2004)

### Americhe

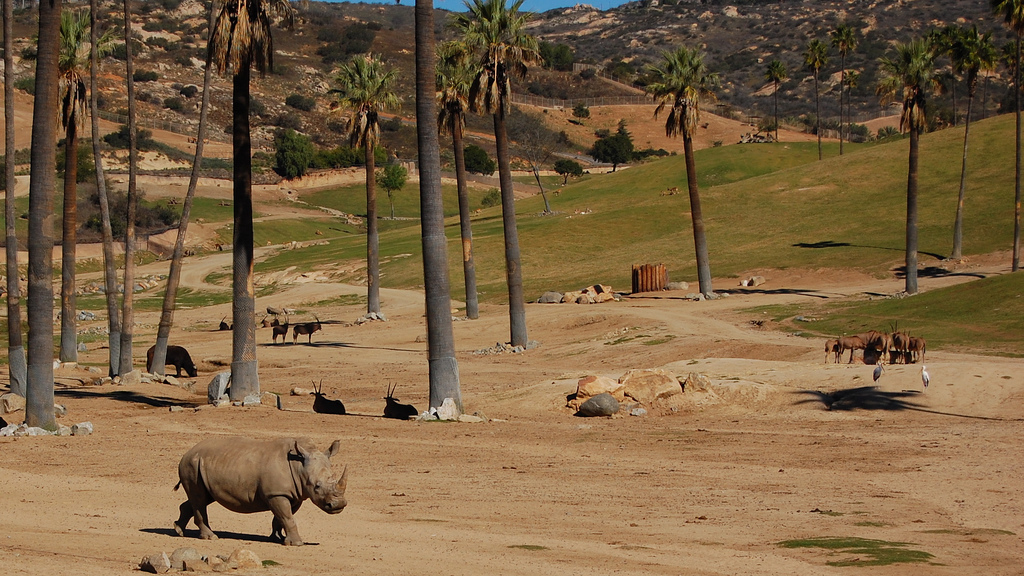
Savana africana al San Diego Zoo Safari Park, USA

- Brasile: San Paolo (Zoo Safári, 2001)
- Canada:
  - Ontario: Flamborough (African Lion Safari, 1969)
  - Québec: Hemmingford (Parc Safari, 1972), Montebello (Parc Omega, 1985)
- Cile: Rancagua (Safari Park Rancagua, 2009)
- Guatemala: Escuintla (Auto Safari Chapin, 1980)
- Messico:
  - Amacuzac (Zoofari, 1984), Puebla (Africam Safari, 1972)
- Stati Uniti d'America:
  - Arizona: Camp Verde (Out of Africa Wildlife Park, 1988)
  - Arkansas: Gentry (Wild Wilderness Drive-Through Safari, 1970)
  - California: Escondido (San Diego Zoo Safari Park, ex San Diego Wild Animal Park, 1972)
  - Florida: Loxahatchee (Lion Country Safari, 1967)
  - Georgia: Pine Mountain (Wild Animal Safari, 1991)
  - Louisiana: Delhi (High Delta Safari Park, 2009)
  - Maryland: Woodmore (The Largo Wildlife Preserve, 1974–1978, ora Six Flags America)
  - Nebraska: Ashland (Lee G. Simmons Conservation Park and Wildlife Safari, 1998)
  - New Jersey: Jackson (Great Adventure, 1974, ora Six Flags Great Adventure)
  - Ohio: Port Clinton (African Safari Wildlife Park, 1973)
  - Oregon: Winston (Wildlife Safari, 1973)
  - Porto Rico: Vega Alta (Safari Park, 1970)
  - Texas: San Antonio (Natural Bridge Wildlife Ranch, 1984), Glen Rose (Fossil Rim Wildlife Ranch, 1984), vicino Dallas (Texas Zoosafari Park, 2023)
  - Virginia: Natural Bridge (Virginia Safari Park, 2000)

### Asia

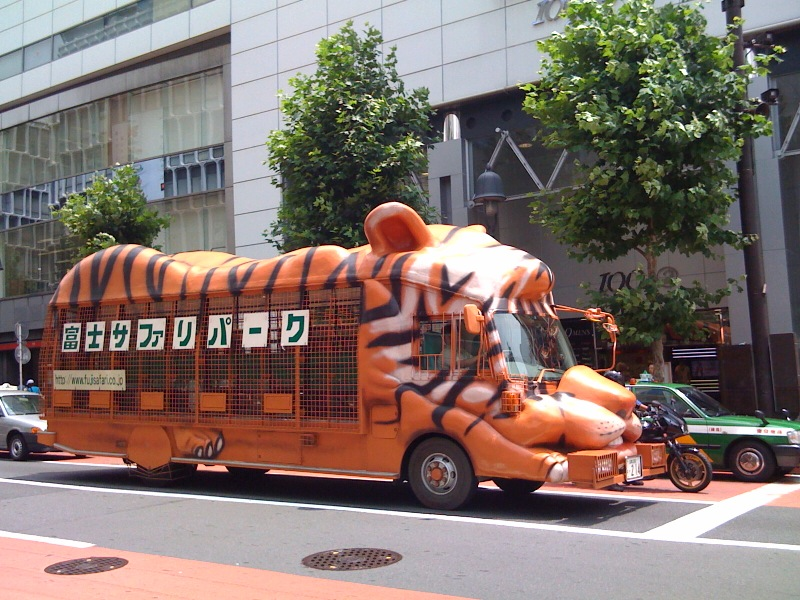
Autobus utilizzato nel Fuji Safari Park (Giappone)

- Bangladesh: Gazipur (Gazipur Safari Park, 2013), Cox's Bazar (Dulahazar2a Safari Park, 1999)
- Cina: Shenzhen (Safari Park, 1993), Shanghai (Wild Animal Park, 1995), Qinhuangdao (Qinhuangdao Wildlife Park, 1995), Canton (Xiangjiang Safari Park, 1997), Jinan (Safari Park, 1999), Badaling (Safari World, 2001)
- Emirati Arabi Uniti: Dubai (Dubai Safari Park, 2017)
- Filippine: Busuanga (Calauit Safari Park, 1975), Morong (Zoobic Safari, 2003), Carmen (Cebu Safari and Adventure Park, 2018)
- Giappone: Miyazaki (Safari Park, 1975), Usa (Kyushu Natural Animal Park African Safari, 1976), Mine (Akiyoshidai Safari Land, 1977), Tomioka (Gunma Safari Park, 1979), Susono (Fuji Safari Park, 1980), Himeji (Central Park, 1984)
- India: Etawah (Wildlife Safari Etawah, 2019), Rajgir (Rajgir Zoo Safari, 2022)
- Indonesia: Cisarua, Prigen e Bali (a Bali include anche un Parco Marino) (Taman Safari), 1990
- Israele: Centro zoologico di Tel Aviv-Ramat Gan, 1974
- Malesia: Alor Gajah (A'Famosa Animal World Safari, 2001), Gambang (Bukit Gambang Safari Park)
- Pakistan: Lahore (Lahore Zoo Safari, 2009, ex Lahore Wildlife Park, 1982)
- Singapore: Night Safari, Singapore, 1994
- Taiwan: Guanxi (Leofoo Safari Park, 1979)
- Thailandia: Bangkok (Safari World, 1988)
- Vietnam: Phú Quốc (Vinpearl Safari, 2015)

### Europa

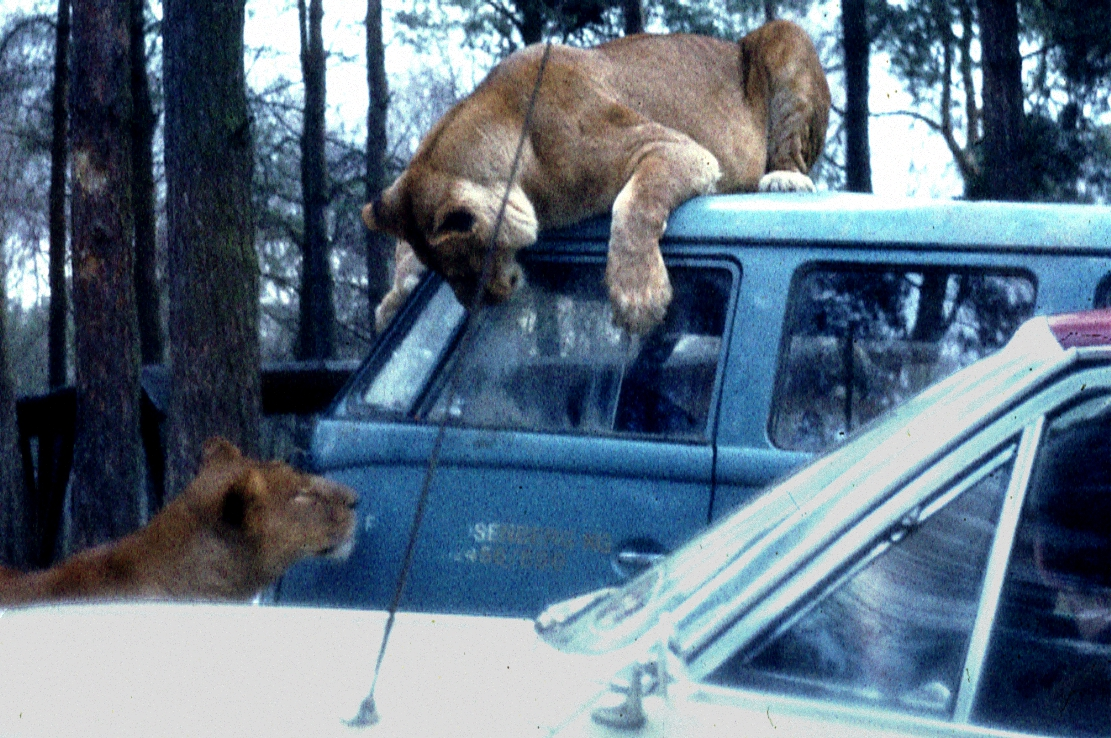
Löwen-Safari di Tüddern (Germania) nel 1970

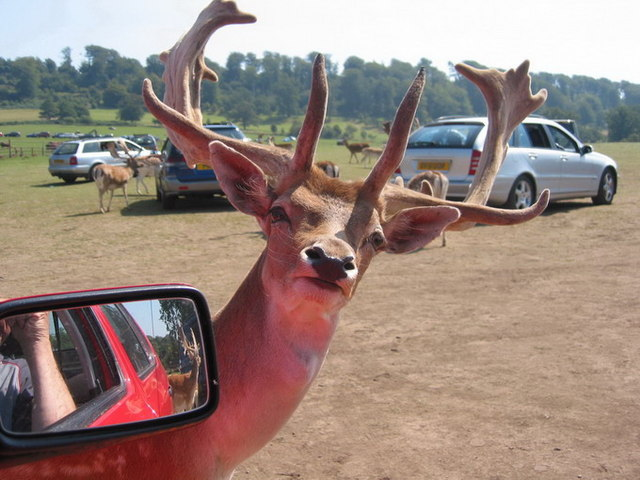
Un daino del Longleat Safari Park (Regno Unito

- Belgio: Aywaille (Le Monde Sauvage, 1975)
- Danimarca: Givskud (Givskud Zoo, 1969), vicino Bandholm (Knuthenborg Safaripark, 1969), Ebeltoft (Ree Park Safari, 1993)
- Francia: Thoiry (Wow Safari Thoiry, 1968), Peaugres (Safari de Peaugres, 1974), Sigean (Réserve africaine de Sigean, 1974),  Obterre (Haute Touche Zoological Park, 1980), Port-Saint-Père (Planète Sauvage, 1992)
- Germania: Gelsenkirchen (ZOOM Erlebniswelt Gelsenkirchen, 1949), Stuckenbrock (Hollywood und Safaripark, 1969), Hodenhagen (Serengeti Park, 1974)
- Italia: Bussolengo (Parco Natura Viva, 1969), Fasano (Zoosafari Fasanolandia, 1973), Pombia (Pombia Safari Park, 1976), Murazzano (Parco Safari delle Langhe, 1976), Ravenna (Safari Ravenna, 2012)
- Paesi Bassi: Hilvarenbeek (Parco safari di Beekse Bergen, 1968)
- Portogallo: Santo André (Badoca Safari Park, 1999)
- Regno Unito: Longleat (1966), Woburn (1970), Knowsley (1971), Bewdley (West Midland Safari Park, 1973); Blair Drummond (1970)
- Russia: vicino Kamenka (Kudykina Gora, 2009)
- Spagna: Cabárceno (Parque de la Naturaleza, 1990)
- Svezia: Smålandet (Markaryds Älg & Bison Safari)

### Oceania
- Australia
  - Australia Meridionale: Monarto (Monarto Safari Park, 1983)
  - Victoria: Werribee (Werribee Open Range Zoo, 1983)